# 中國人在巴黎
《中國人在巴黎》（法語：Les Chinois à Paris，發音：[le ʃinwa a paʁi]；又譯《解放軍解放法蘭西》《解放軍大鬧法蘭西》《人民解放軍在巴黎》《巴黎紅星》，是一部由法國導演尚·亞納執導的喜劇電影，拍摄於1973年。影片描述了中国人民解放军入侵西歐，法國總統出逃美國，法國在解放軍統治下光怪陸離又惹笑的情況。

## 創作背景
1968年，中國正陷入文化大革命之中，很多法國青年崇拜红卫兵的造反行為，紛紛模仿紅衛兵的衣著、口號、甚至是其行為。彼時春天，越戰爆發，一群反對美國出兵越南的法國大學生向美國企業丟炸弹，多人被捕。巴黎郊區楠泰爾文學院的學生支持被捕青年，進行示威、罷課，這一學生運動漫延全國，各地學生表態支持，最後不滿情緒漫延至整個社会，乃至婦女、工人和其它社會階層。法國政府派員鎮壓活動，卻使學生運動一發不可收拾，史稱「五月風暴」。
這次事件中，法國陷入空前的混亂，所有人罷工罷課罷市，法國總統夏爾·戴高樂最終受此事影響而下台。文化大革命深深影響法國青年，因而出現很多自稱毛澤東主義的追隨者。儘管以現代眼光來說，當時的法國青年对于“文革”的理解，多有不准确之处，但“文革”和五月風暴在其内涵与形式上，确有很多相似之處。
《中國人在巴黎》正是在這氣氛下拍攝，片中有大量對法國人的調侃和反思，以搞笑方式道盡法國人在中國統治下的情況，反映五月風暴中的法國。導演尚·亞納為法國著名左派人士，在劇中亦出演一角。

## 故事概述
中國派了六億解放軍解放歐洲，歐洲各國領袖聞風而逃，英女王也逃到香港去。法國總統發佈演說後，迫不及待與眾政府官員擠上飛機，逃亡美國。法國人民有的視若無睹，有的紛紛出逃，但逃亡人潮竟在公路上自相殘殺。解放大軍途經公路，向滿地屍體拋下鮮紅紙花，像是對法國人民自相殘殺表示無言的嘲諷。
法國軍方認為只要發射核彈，就可擊退解放軍，偏偏導彈發射鑰匙不知放在哪裡，東找西找，解放軍已來了。眾法國軍官舉手投降，解放軍查查手上的記事本，提起抽櫃，原來鑰匙就藏在抽櫃底中。
法國人民在睡夢醒來之後，放眼窗外，滿街盡是解放軍壯麗軍容，一隊解放軍步操經過情趣用品商店，有生意頭腦的老闆立刻張貼告示：「七折優待英勇的中國軍人」。
解放軍在愛麗舍宮扎營，法國議會、報界和教會代表前來向解放軍將領表示合作和效忠中國政府。解放軍將軍表示愛麗舍宮不合適作扎營之用，於是法國代表帶將領參觀巴黎市內，將領對凡爾賽宮、巴黎聖母院、先賢祠等地方通通不滿意，終選定老佛爺百貨公司作行政大樓之用。
電視台也要受解放軍的監督，各地掛滿了卡爾·馬克思、列寧畫像，和「中法合作萬歲」等等的標語。解放軍清空了老佛爺百貨公司，將領表示在中國共產黨中央委員會指示下（一提到「中國共產黨中央委員會」，人人不忘高舉毛語錄高呼以示忠誠），要找法國人來協助統治。這樣，法國人爭先恐後來登記，個個都掛上支持共產黨的扣針，一些法國人不懂漢語，卻堅持自己會說，希望謀個參謀來當。
這時，北京又來了消息，中央委員會指定了一名法國總督、一名法國行政長官。並下令取缔色情業。禁令一下，性玩具商店不能再做生意，但聰明的老闆稍一改裝，就變身成中國餐館。電視台廣播中國消息，很多法國青年都去了中國改造去。
將軍向中央委員會報告，委員對他不費一兵一卒佔領法國表示讚賞，他們認為西方資本主義國家沒有思想，只懂盲從美國，故此中央委員會表示，每一個佔領國家，只能發展一項工業，例如英國生產帽子、西德生產電器、奧地利生產汽車。由於法國是懶人最多的國家，所以負責生產煙囪。
故此，寫字樓全改作煙囪工廠，只懂文書工作的文員都要勞動，敲敲打打。而糧食轉作配給制，糧食配給站出現長長人龍。將軍要求法國總督没收所有的汽車，全改成人力黄包車代替，因為汽車是資本主義產物，妨礙人民勞動，法國總督無奈下令，行動代號為「長龍作戰」。法國人見自己的愛車被沒收，欲哭無淚，有的反抗，但也無可奈何。性玩具商店老闆駕車經過，人人奇怪他為何仍可擁有汽車，原來他成為幹部，享有特權。
由於禁止飲酒，法國人在餐廳沒酒喝，大覺無癮。性玩具商店老闆又改經營黄包車，手下有一大隊車隊，身穿中山裝的他，比任何人更快活，並高舉香檳，興祝自己生意成功。他的友人看不過眼，大罵他是法奸，並用漢語罵他「懦夫」。
所有信件經解放軍檢查，不合共產主義社會的信件內容都會「特別處理」，將軍檢視記號「淫亂」的信件，不過是普通情書。將軍提議反革命的法國人輕鬆一下，舉辦嘉年華會。夜裡，法國警察和解放軍一同巡邏，一個法國人不理宵禁令，法國警察用武力對待，解放軍一見就制止他們，紛紛抽出毛語錄，表示共產黨人不會暴力對抗市民，把他帶走，卻將他送至馬戲團改建的批判大會去。
解放軍宿舍中，有些軍人色瞇瞇的望住街對面居住的法國美女，將軍感到不文明，立即下令另找住所。他們看中了市郊的住所，視察是否可徵用作宿舍。戶主表示歡迎，但解放軍一見戶主吸煙時，受不住戴上口罩，掛上「請勿吸煙」告示。法國人見和解放軍一同生活，有點不自在，不過形勢比人強，也無話可說。
批判大會成為法國人餘興的電視節目，被徵用住所的戶主看見同房竟是年輕的將軍，不免嘖嘖稱奇，這時，將軍被戶主性感的女兒深深吸引。接下來，解放軍趕製鮮紅紙花，為嘉年華會作準備。協和廣場嘉年華會上，人人戴歌戴舞，表演馬戲，舞龍舞獅，一片昇平。但最後法國人舞龍隊為爭位問題互相打起架來，將軍氣得離開，表示要用樣版戲來教化法國人。
新創作的樣版戲《卡門》演罷，劇員掛起「只有全解放人類，才能最後解放無產階級自己」標語，將軍非常滿意。將軍回到宿舍，偷偷觀看戶主女兒的照片，徹夜未眠。結果他出外走走，遇到戶主，戶主請他喝酒，將軍忍不住也喝了。將軍喝得醉醺醺，摸入戶主女兒的房間，和她發生性關係。醒來以後，他對自己的行為感到羞恥和悔意，痛哭失聲，戶主女兒則安慰他。
很多法國人不滿中國統治，拆走中文路牌，遭到逮捕。而部份到中國改造的法國青年也乘火車回國了，個個身穿中山裝，手持毛語錄，似是被洗腦似的。法國人的反抗越加劇烈，搞破壞，放炸彈，將解放軍弄個灰頭土臉。性玩具商店老闆立即研製防彈背心，售與解放軍。中央委員會見到如此，唯有解除禁令，妓院重開，馬照跑，舞照跳，酒照喝。
法國青年在改造後變得保守，衝擊妓院，示威抗議。但解放軍被法國五光十色的夜生活迷住了，在中國他們不敢如此想像，感覺新奇又新鮮。解放軍反而受不住法國的桃色炸彈誘惑，變得墮落，吸煙喝酒賭博，出入色情場所。將軍眼見純良的軍人墮落如斯，含淚向中央委員會要求立即撤出法國，中央委員會批准，就這樣，一夜間解放軍全撤退。法國反抗軍打算這夜反攻，但解放軍早早走了。
法國總統歸國，法國反抗軍大肆清算法奸，法國總督和法國行政長官跟隨解放軍大隊流亡。只有性玩具商店老闆和反抗軍有交情，安然無恙。解放軍解放歐洲大業未完，轉眼大軍南侵意大利，兵臨梵蒂岡城下，連教皇也向中國稱臣了。

## 趣聞
- 在劇中，因當時的政治氣氛，所以全用特徵物來代替中國實際的標誌物。如毛澤東海報以卡爾·馬克思和列寧海報代替、五星紅旗用單色紅旗代替、國徽用紅盾白星代替[3]。
- 劇中演出中國傳統打招呼動作是錯的。中國傳統打招呼動作是拱手，劇中演出的卻是鞠躬（日本傳統打招呼動作）和雙手合十鞠躬（泰國傳統打招呼動作）[3]。
- 劇中的樣板戲《卡門》，是參考兩個中國樣板戲《白毛女》和《紅色娘子軍》，故事卻是全新的，充滿浪漫主義風格[3]。
- 劇中的中文政治標語有些語法錯誤[3]。

## 外部連結
- 互联网电影数据库（IMDb）上《中國人在巴黎》的资料（英文）
- 《中國人在巴黎》影評。（页面存档备份，存于）